# Gabriele Andretta

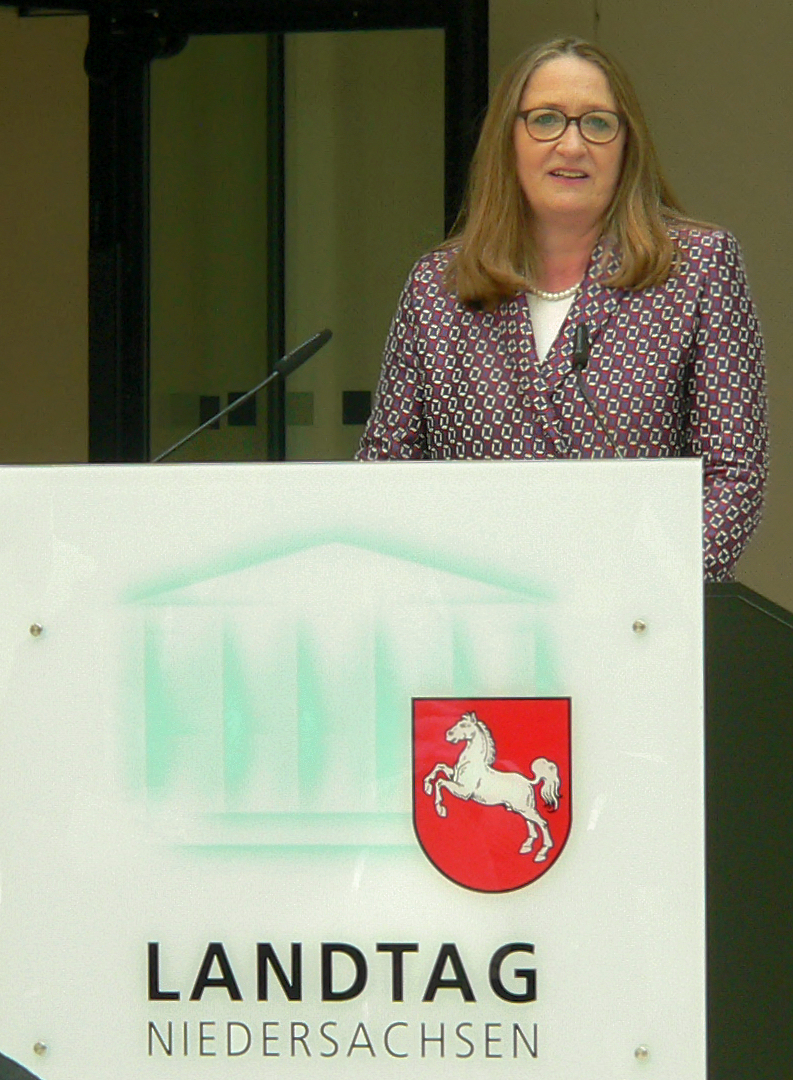
Gabriele Andretta, 2021

Gabriele „Gabi“ Andretta (* 7. März 1961 in Morbach, Rheinland-Pfalz) ist eine deutsche Politikerin (SPD) und war von März 1998 bis November 2022 Mitglied des Niedersächsischen Landtages. Sie war von Februar 2013 bis November 2017 Vizepräsidentin und anschließend bis November 2022 Präsidentin des Niedersächsischen Landtages.

## Leben
Andretta besuchte in den Jahren 1967 bis 1971 die Grundschule in Hundheim und ab 1971 besuchte sie das Nikolaus-von-Kues-Gymnasium in Bernkastel-Kues, das sie 1980 mit dem Abitur abschloss.
An der Georg-August-Universität Göttingen begann sie im Jahr 1980 ein Studium der Sozialwissenschaften, Volkswirtschaftslehre und Psychologie und schloss dieses im Jahr 1985 als Diplom-Sozialwirtin ab. 1990 folgte die Promotion am Institut für Sozialpolitik der Universität Göttingen mit der Dissertation Zur konzeptionellen Standortbestimmung von Sozialpolitik als Lebenslagenpolitik. Andretta war Studien- und Promotionsstipendiatin der Friedrich-Ebert-Stiftung. Während ihrer Doktorandenzeit von 1986 bis 1991 war sie Wissenschaftliche Mitarbeiterin am Lehrstuhl von Ingeborg Nahnsen (Institut für Sozialpolitik am Fachbereich Sozialwissenschaften der Universität Göttingen).
Im Anschluss arbeitete sie fünf Jahre lang als Wissenschaftliche Mitarbeiterin am Soziologischen Forschungsinstitut an der Universität Göttingen (SOFI) mit dem Arbeitsschwerpunkten auf Berufs- und Arbeitsmarktforschung und sozialstrukturellen Transformationsprozessen. In den Jahren 1995 bis 1998 war sie Hochschulassistentin am Soziologischen Seminar der Universität Göttingen.
Andretta wohnt in Göttingen und hat zwei Kinder.

## Abgeordnete
In den Jahren 1998 bis 2022 war Andretta direkt gewählte Abgeordnete im Niedersächsischen Landtag für den Landtagswahlkreis Göttingen-Stadt. Trotz landesweit schlechter Wahlergebnisse für die SPD gelang es ihr im Jahr 2003, das Direktmandat  gegen Fritz Güntzler (CDU) erfolgreich zu verteidigen; diesen Erfolg konnte sie 2008 wiederholen. Auch 2013 und 2017 errang sie (2013 gegen Holger Welskop, 2017 gegen Ludwig Theuvsen) mit deutlicher Mehrheit das Direktmandat.

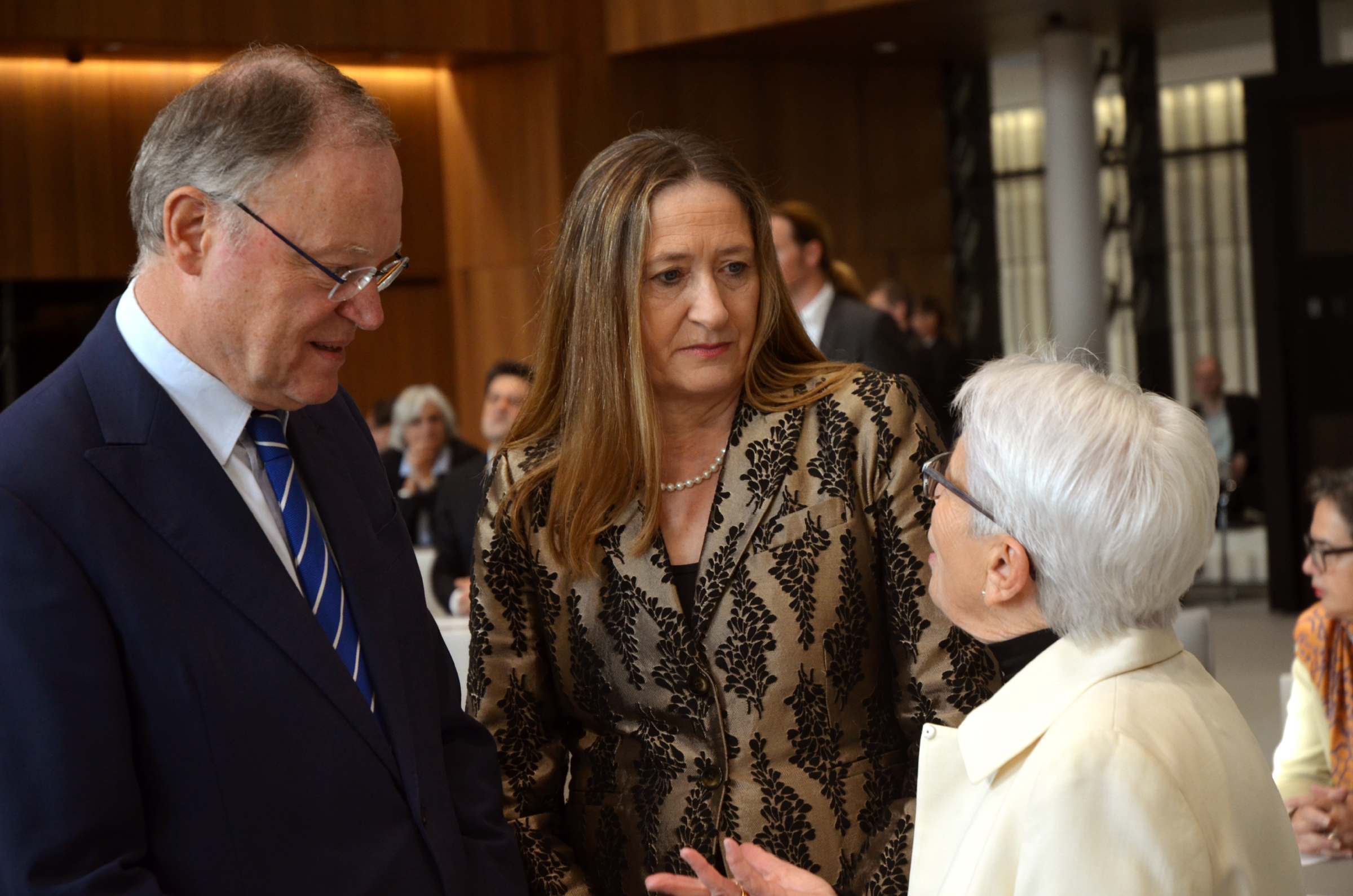
Gabriele Andretta mit Ministerpräsident Stephan Weil und der Holocaust-Überlebenden Yvonne Koch (2018)

In den Jahren 2017 bis 2022 war Gabriele Andretta im Ausschuss zur Vorbereitung der Wahl und der Zustimmung nach Artikel 70 Abs. 2 der Verfassung, dem Ausschuss zur Vorbereitung der Wahl der Mitglieder des Staatsgerichtshofs, dem Präsidium und dem Ältestenrat Mitglied.
Im Niedersächsischen Landtag war sie Mitglied im Ausschuss für Wissenschaft und Kultur; bis 2003 war sie Mitglied im Kultusausschuss. Von Februar 2003 bis Februar 2013 war Andretta Sprecherin für den Bereich Wissenschaft. Von Juni 2005 bis Februar 2013 war sie stellvertretende Vorsitzende der SPD-Landtagsfraktion; außerdem gehört sie dem Ältestenrat des Landesparlaments an. Bis 2017 war Andretta Mitglied des Ausschusses für Wirtschaft, Arbeit und Verkehr. Sie war Teil des Vorstandes der SPD-Landtagsfraktion.
Für die Landtagswahlen 2013 war Gabriele Andretta vom SPD-Spitzenkandidaten Stephan Weil in sein Regierungsteam berufen worden. Nach dem Regierungswechsel sollte sie Niedersächsische Ministerin für Wissenschaft und Kultur werden. Bei den Koalitionsverhandlungen wurde allerdings festgelegt, dass Gabriele Heinen-Kljajic von Bündnis 90/Die Grünen dieses Amt übernimmt.
Am 19. Februar 2013 wurde Gabriele Andretta zur Vizepräsidentin des Landtags gewählt.
Am 14. November 2017 wurde sie bei der Konstituierenden Sitzung der 18. Wahlperiode einstimmig zur Präsidentin des Niedersächsischen Landtags gewählt.
Mit 38,89 Prozent und einem Vorsprung von gut 5.800 Stimmen hatte Gabriele Andretta zum fünften Mal in Folge bei der Landtagswahl 2017 den Wahlkreis 17 direkt gewonnen.
Sie war die erste Frau, die dem Niedersächsischen Landtag als Präsidentin vorstand.
Andretta trat bei der Landtagswahl 2022 nicht wieder an.

## Partei
Andretta war in den Jahren 1980 bis 1985 Mitglied der Juso-Hochschulgruppe Göttingen, aktiv in der studentischen Selbstverwaltung (Mitglied im Studierendenparlament und Konzil an der Universität Göttingen), 1982  als Studentin Eintritt in die Gewerkschaft, 1983 Eintritt in die  SPD. Es folgten zahlreiche Funktionen bei den Jusos im SPD-Bezirk Hannover und im damaligen SPD-Ortsverein Göttingen (heute SPD-Stadtverband Göttingen).
Insgesamt 17 Jahre (von 1988 bis 2005) war sie Mitglied im Vorstand des SPD-Bezirkes Hannover, von 2001 bis 2005 als dessen stellvertretende Vorsitzende. Von 1996 bis 2006 war Andretta Mitglied der Grundwertekommission der SPD und von 2001 bis 2007 Mitglied im Vorstand des SPD-Stadtverbands Göttingen, ab dem Jahr 2004 als dessen Vorsitzende. Seit 2008 gehört sie dem Landesparteirat an.
Im Jahr 1998 war sie Gründungsmitglied des Wissenschaftsforums der Sozialdemokratie im SPD-Bezirk Hannover und ist seither dessen stellvertretende Vorsitzende.

## Mitgliedschaften
Andretta ist Mitglied bei Ver.di, Arbeiterwohlfahrt (AWO), Deutscher Kinderschutzbund, Bildungsforum beim SPD-Parteivorstand, Hochschulinitiative demokratischer Sozialismus (HDS), Förderverein Junges Theater Göttingen e. V., Förderverein für die Jusos Göttingen, Kulturpforte Göttingen. Sie ist Mitglied im Stiftungsrat der Bürgerstiftung und im Beirat der Kulturstiftung Göttingen.